# Wola Rudlicka
Wola Rudlicka – wieś w Polsce, położona w województwie łódzkim, w powiecie wieluńskim, w gminie Ostrówek.
| SIMC    | Nazwa         | Rodzaj    |
| ------- | ------------- | --------- |
| 0709224 | Brzeście      | część wsi |
| 0708696 | Garbierka     | część wsi |
| 0708704 | Rajkówek      | część wsi |
| 0709218 | Wola Rudlicka | kolonia   |

W latach 1975–1998 miejscowość administracyjnie należała do województwa sieradzkiego.